# Gelléri Mór
Gelléri Mór, születési nevén Glück Mór (Apátfalva, 1854. január 14. – Budapest, 1915. szeptember 1.) közgazdasági és ipartörténeti író, a magyar iparfejlesztés kiemelkedő alakja.

## Életpályája
Gelléri (Glück) József (1825–1904) ügynök és Klein Róza (1830–1915) fia. Gimnáziumi tanulmányait Szarvason végezte el, majd Szegeden folytatta tanulmányait, kereskedelmi iskolában. Iskolai tanulmányai elvégzése után a Szegeden, az Általános Takarékpénztár gyakornoka lett, majd az Általános Biztosító Társaságnál folytatta gyakornokoskodását. 1869-ben már újságokban publikált Szegeden.
1872-ben Budapesten az Országos Iparegyesület írnoka lett, szerkesztette az Iparosegyesület heti lapját, a „Heti Posta” folyóiratot, majd 1873-ban a Kézműiparosok Lapját.
1876-ban országos iparkiállítást szervezve alapította meg az „Alföldi Iparlap”-ot. Ekkor lett tagja a szegedi ipartársulat, az iparoskörnek, valamint az iparos ifjúsági egyletnek, előbb titkári, majd ügyvezető alelnöki feladatkörben.
1879-ben Budapestre költözött. A magyar iparral foglalkozva a Magyar Ipar- és Kereskedelmi Lapnak, majd a Magyar Iparosok Lapjának lett a szerkesztője
1879-ben belépett a budapesti „Könyves Kálmán” szabadkőműves páholyba, melynek számos vezető tisztségét betöltötte. 

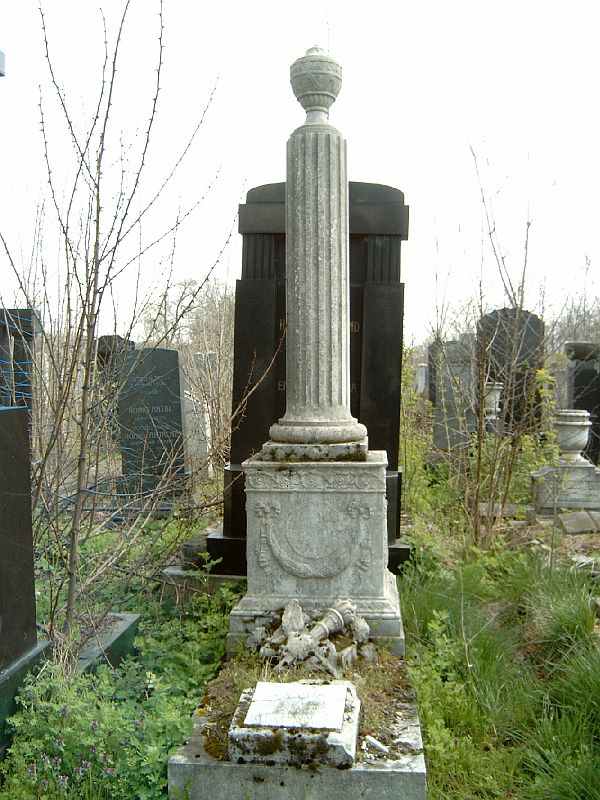
Gelléri Mór sírja Budapesten. Kozma utcai izraelita temető 5-1-24.

1880-ban az Iparosegyesület titkárává választották. Szerkesztette a „Magyar Ipar” című lapot, az Egyesület lapját. Kiállításokat szervezett, javasolta a Kereskedelmi Múzeum felállítását, annak első szabályzatát is kidolgozta.
1881-ben kezdeményezője és titkára volt az első országos női iparkiállításnak. Ugyanebben az évben megnősült, december 18-án Budapesten feleségül vette Schön Jakab gyáros és Glantz Mária lányát, Rebekát.
1882-ben megalapította a „Világosság” című szabadkőműves újságot.
1883-ban kinevezték az 1896-os millenniumi kiállítás titkárává és az Iparegyesület aligazgatójává. Tagja lett az Országos Ipartanácsnak, az Országos Háziipar Bizottságnak és az Országos Iparoktatási Bizottságnak is.
1887-től 1891-ig iparhatósági biztos volt. 1896-ban Országos Iparegyesület igazgatóhelyettesévé választották.
1887–1888-ban Aigner Lajossal együtt szerkesztették a „Hajnal”-t és a német nyelvű „Orient”-et, a szabadkőművesek lapját.
1889-ben részt vett a „Demokratia” szabadkőműves páholy megalapításában, haláláig ennek a páholynak maradt a tagja, számos tisztséget viselt benne. Részt vett a szabadkőműves rituálé átdolgozásában, ennek elismeréséül a Magyarországi Symbolikus Nagypáholy főtitkárává választották.
1889-től 1909-ig a „Kelet” és az „Orient” szabadkőműves újságok szerkesztője volt.
A millenniumi kiállítás 1896. május 2-án nyitotta meg kapuit, a kiállítás titkáraként a király királyi tanácsosi címmel jutalmazta.
1906-tól a Projectograph Rt. igazgatósági tagja, majd az igazgatóság elnöke volt.
1912-ben igazgatósági tagja lett a Magyar–Lengyel Egyesületnek.
Publikációi nemcsak szaklapokban, hanem napilapokban is megjelentek, munkatársa volt az „Egyetértés” ipari és kiállítási rovatának, valamint a Hírlapírói egyesület és a Hírlapírók Nyugdíjintézetének igazgatósági tagja volt.
Megírta a „Könyves Kálmán” páholy történetét.
Szerkesztője volt a „Demokratia” páholy kiadványsorozatának.
Az 1870-es évektől jelen volt valamennyi hazai kiállításon. Tanulmányozta az 1873-as bécsi, 1878-as párizsi, valamint 1883-as amszterdami kiállításokat.

## Fő művei
- A szabadkőművesség és az ipar (1880)
- Oroszország ipara (1881)
- A magyar háziipar jövő iránya (1883)
- A fővárosi iparosok köre 10 évi működése (1883)
- A brüsszeli Kereskedelmi Múzeum, különös tekintettel egy Budapesten létesítendő keleti Kiviteli Múzeumra (1883)
- A kiállítások története, fejlődése és jövendőbeli rendszeresítése (1885)
- A magyar ipar úttörői (1887)
- Ötven év a magyar ipar történetéből (1892)
- Magyar Kiviteli czímtár. (1894)
- Az ezeréves Magyarország múltjából és jelenéből. (1896)
- Szociális napi kérdések (1902)
- Ipartörténeti vázlatok (1906)
- Matlekovits Sándor élete és működése (1908)
- Újabb modern kiállítások (1910)
- Az újabb ipari mozgalmak köréből (1910)
- Szociális problémák (1910)
- Hetven év a magyar ipar történetéből (1912)
- Újabb napi kérdések a magyar ipar köréből (1915)
- Kisipar, műipar, iparfejlesztés (1915)
- Huszonöt év a királyi művészet szolgálatában, szabadkőművesi dolgozatainak gyűjteményes kiadása (1880-1905)

## Lásd még
- Magyar szabadkőművesek listája

## Külső hivatkozások
- Az ezredévi kiállítás
- Gelléri Mór sírja
- Gelléri Mór. Szabadkőműves Wiki. (Hozzáférés: 2012. május 5.)